# Hirschbach (Dolní Rakousy)
Hirschbach je městys v Rakousku ve spolkové zemi Dolní Rakousy v okrese Gmünd. Žije v něm 587 obyvatel (podle sčítání k 1. lednu 2024).

## Poloha
Hirschbach se nachází v severozápadní části spolkové země Dolní Rakousy v regionu Waldviertel. Jeho rozloha činí 7,89 km², z toho je 55,66 % zalesněných.

### Členění
Území obce Hirschbach se skládá ze dvou částí (v závorce uveden počet obyvatel k 1. 1. 2024):
- Hirschbach (529)
- Stölzles (58)

## Historie
První písemná zmínka o Hirsbachu pochází z roku 1280, o Stölzles z roku 1413. V roce 1332 zde byl postaven farní renesanční kostel, zasvěcený Svatému Kříži. V 16. století byl však změněn na evangelický. V 1. čtvrtině 18. století byl obnoven, barokně přestavěn a rozšířen východním směrem. Mezi lety 1892 a 1893 byla v Stölzles vystavěna kaplička Svaté Rodiny. V letech 1619 a 1868 zachvátil Hirschbach požár.
Městys se stal samostatným v roce 1985, kdy se odtrhl od městyse Kirchberg am Walde.

## Galerie

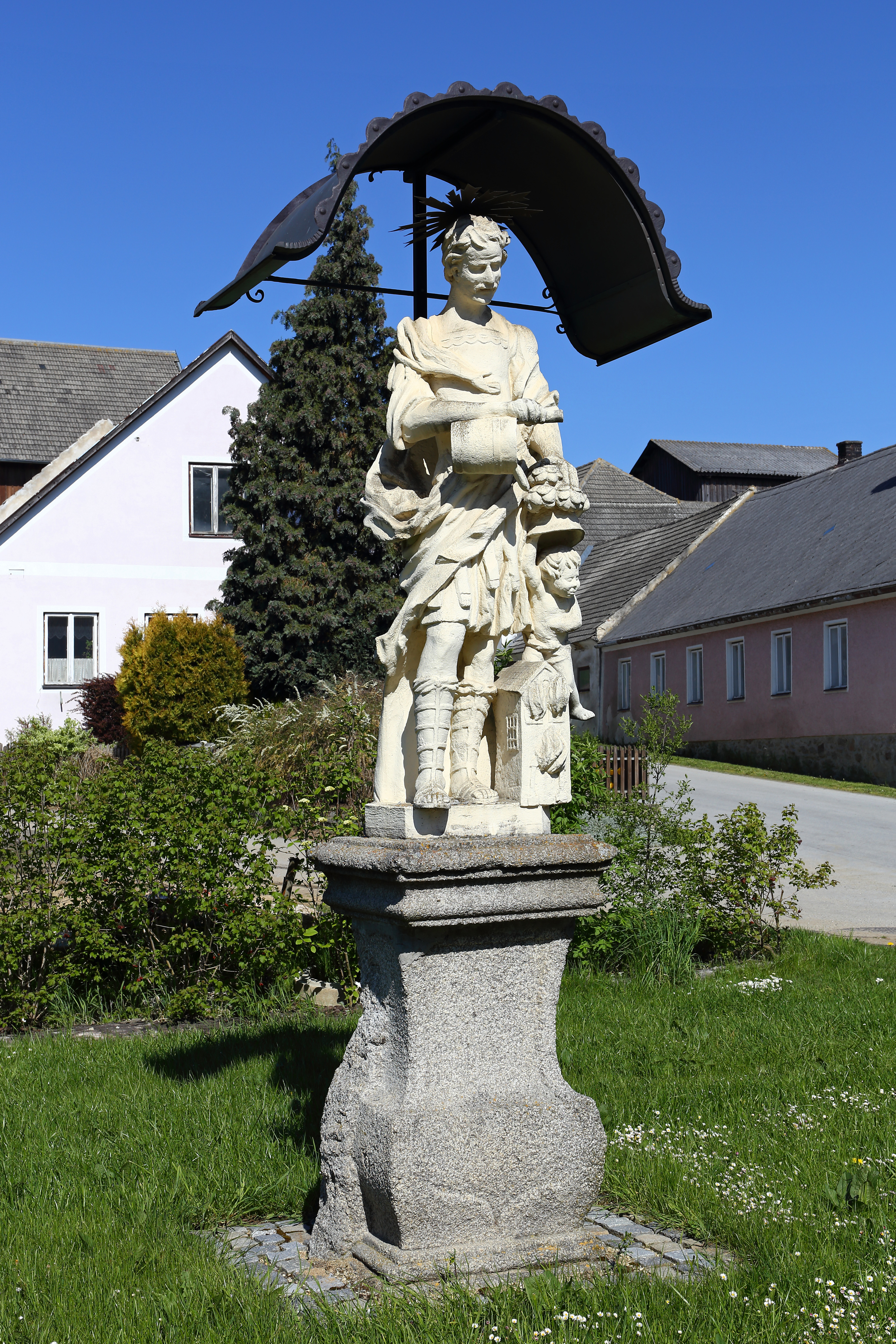
Socha sv. Floriána v Hirschbachu
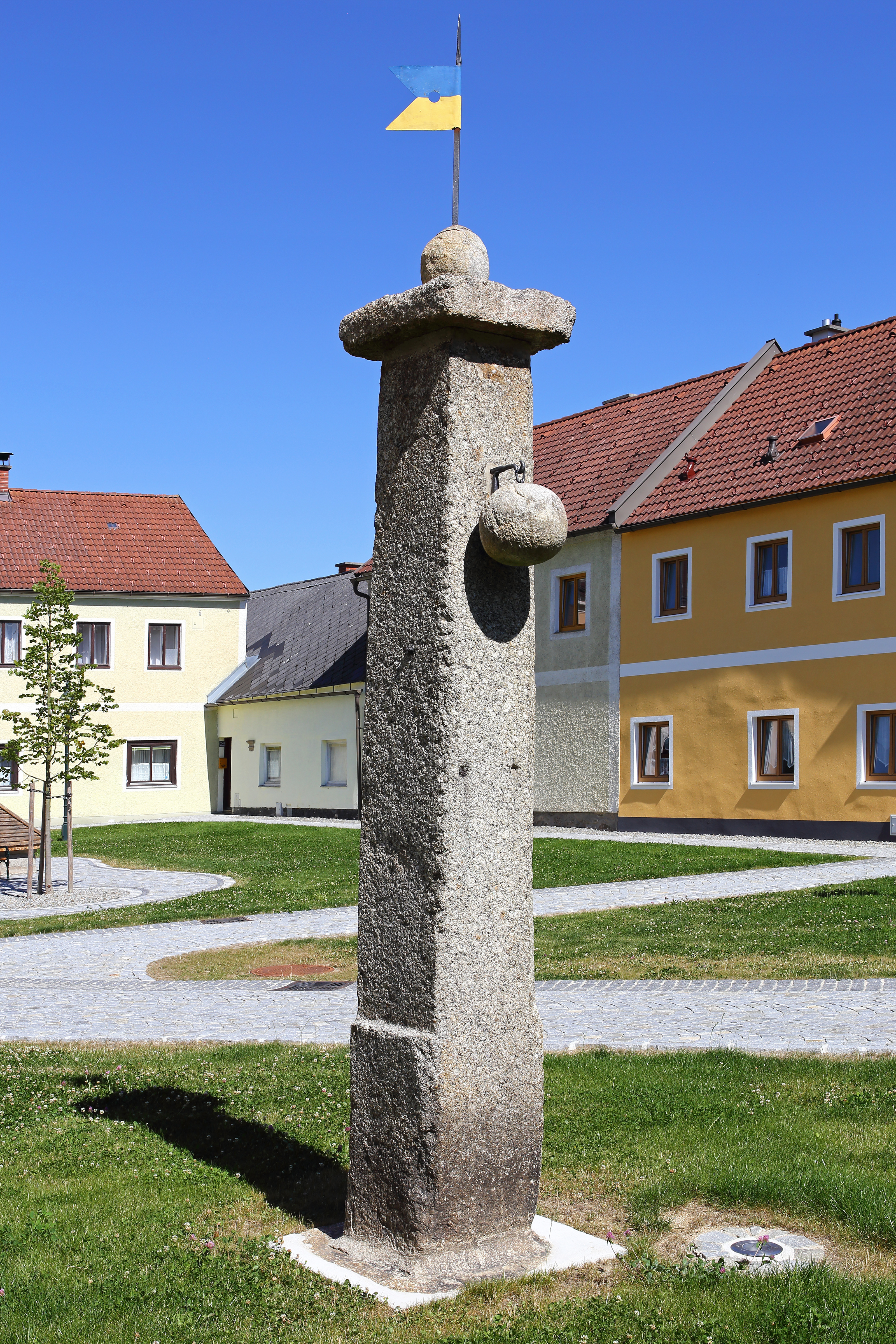
Pranýř
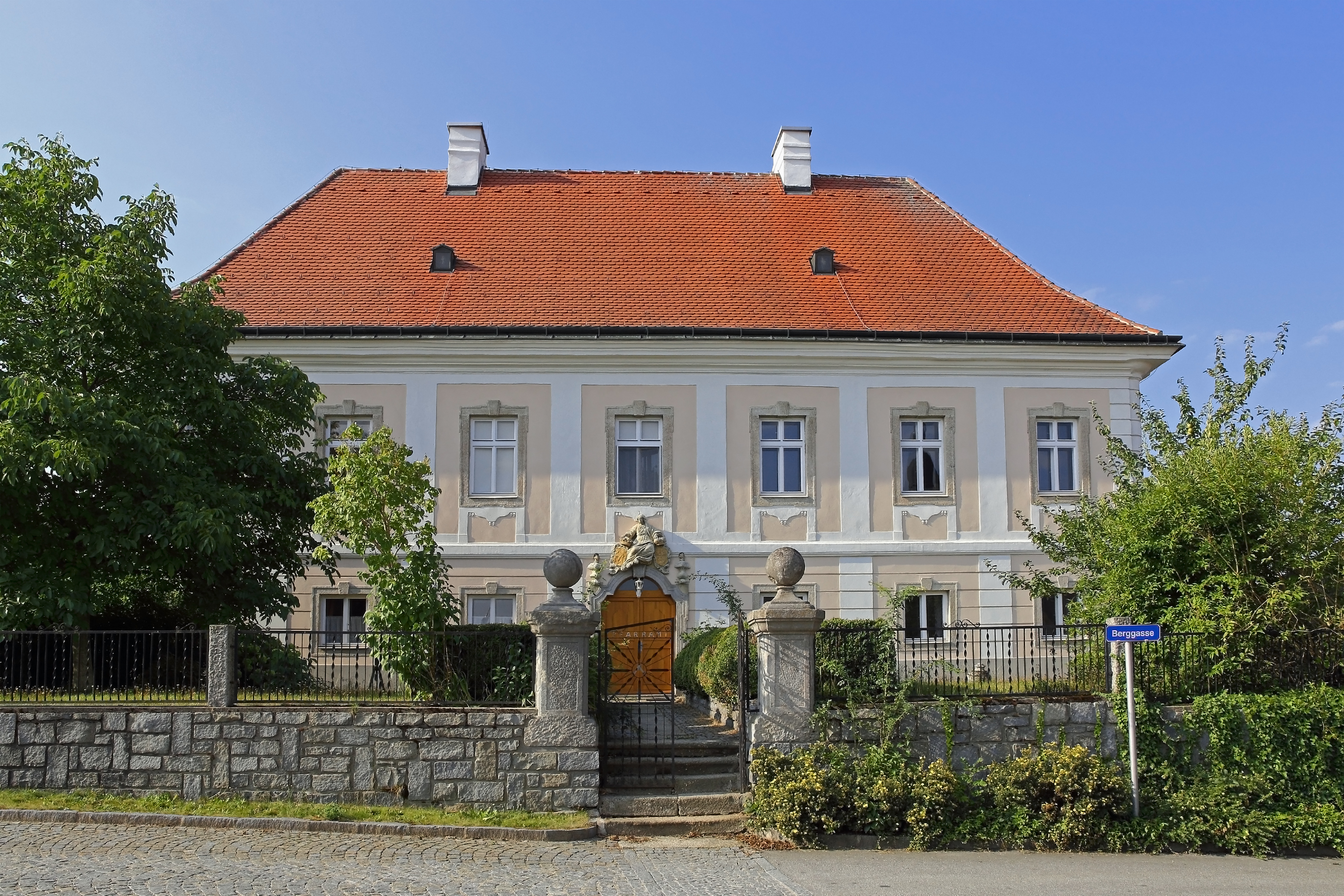
Fara
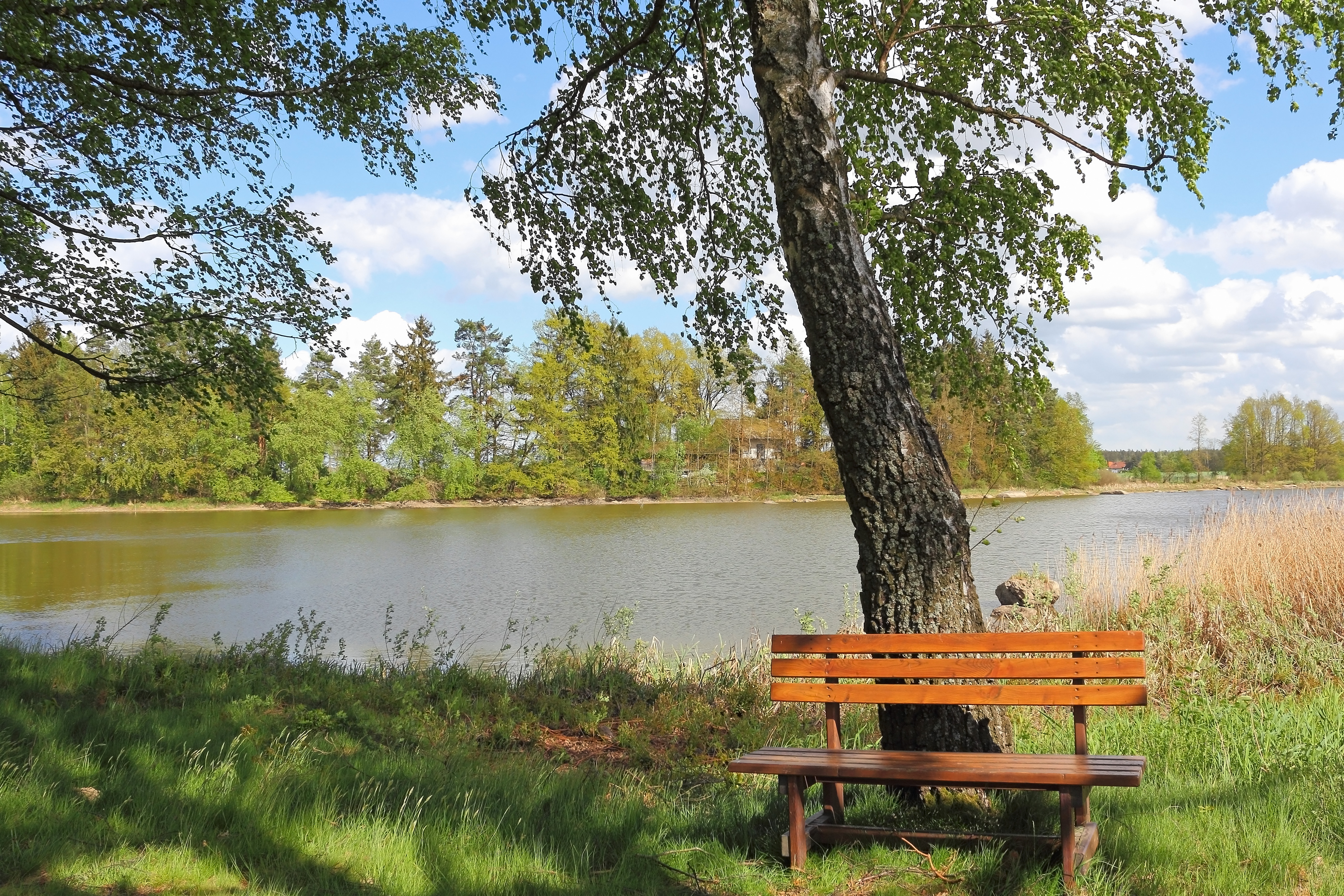
Rybník Fuchsteich